# Lerna

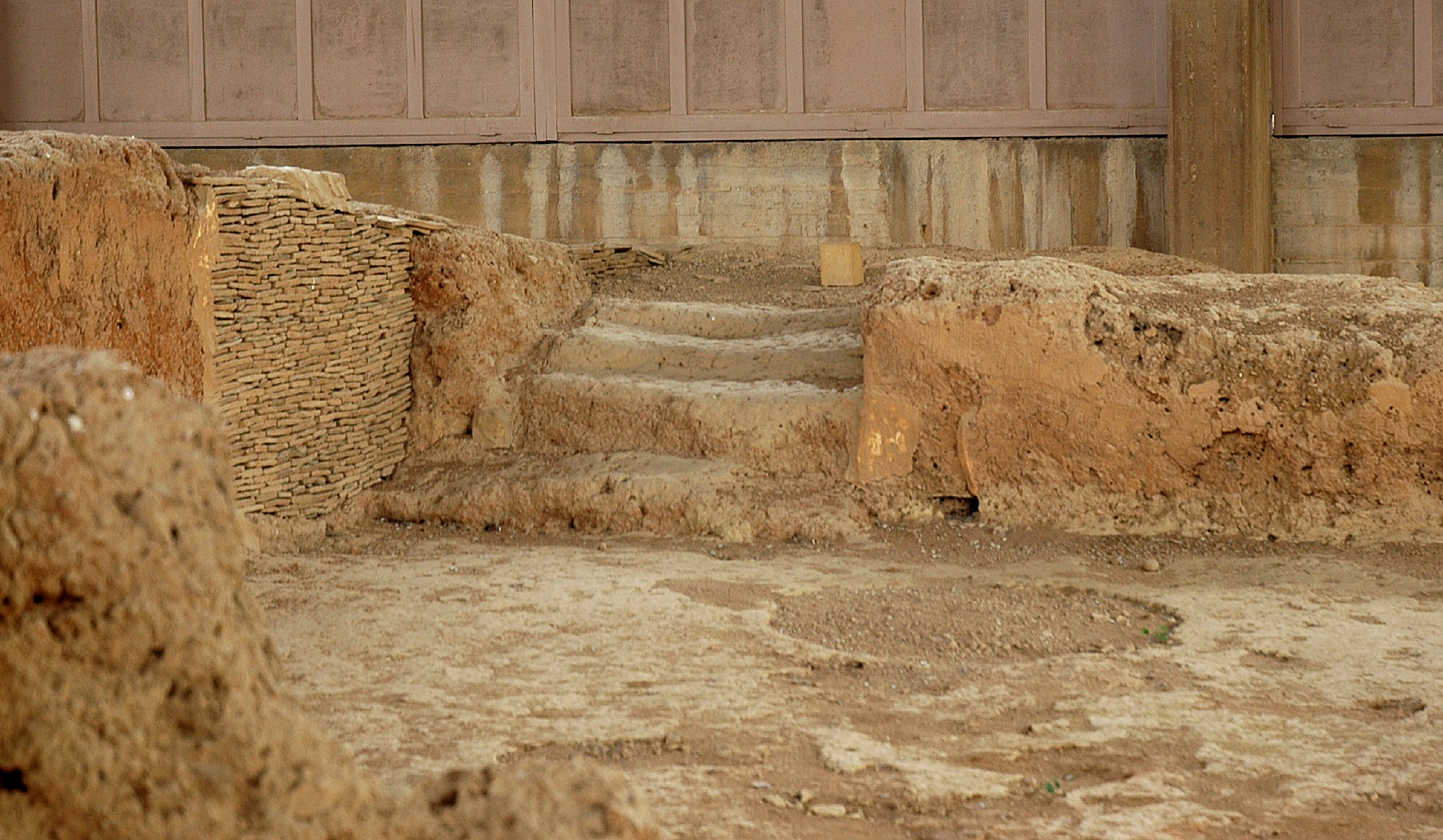
Reste der Treppe im Haus der Ziegel

Lerna war ein antiker Ort in der Argolis, etwa 7 km südlich von Argos, in dem sich ein heiliger Hain mit zahlreichen Quellen befand.
Mindestens seit dem Neolithikum war Lerna besiedelt, aus dem Frühhelladikum (2500–2300 v. Chr.) stammt ein großes, palastartiges Gebäude, das sogenannte Haus der Ziegel. Die Treppe zeigt, dass das Haus mindestens 2 Stockwerke hatte.
Nach der griechischen Mythologie tötete Herakles hier die Hydra, bei der es sich möglicherweise um eine Personifikation der Quellen handelte. 
Pausanias berichtet, der hier gelegene „halkyonische See“ habe als Eingang zur Unterwelt gedient, und dass Dionysos hier hinabstieg, um seine Mutter Semele aus dem Hades zu retten. Der See sei grundlos, was Kaiser Nero bei seinem Aufenthalt in Griechenland durch Experiment bestätigt gefunden habe. Dieser Mythos verweist wohl auf den Mysterienkult der Lernaeen, der hier im Heiligtum des Dionysos Saotes zelebriert wurde. Dem Glauben der Argiver nach versank Dionysos im See Lerna, was seinen Sturz in die Unterwelt versinnbildlicht. Einer anderen Version zufolge habe Perseus über ihn gesiegt und ihn in den See Lerna gestürzt.
Heute ist ein Gemeindebezirk der Gemeinde Argos-Mykene mit dem Hauptort Myli nach dem antiken Lerna benannt.